# واکنش میتسونوبو
واکنش میتسنوبو(به انگلیسی: Mitsunobu reaction) یک واکنش آلی است که با استفاده از تری فنیل فسفین و آزودی‌کربوکسیلات مانند دی‌اتیل آزودی‌کربوکسیلات(DEAD) یا دی‌ایزوپروپیل آزودی‌کربوکسیلات(DIAD) یک الکل را به انواع مختلف گروه‌های عاملی مانند استر تبدیل می‌کند.
چندین بررسی در مورد این واکنش تاکنون منتشر شده‌است.

## کاربردها
واکنش میتسونوبو در سنتز آریل اترها کاربرد دارد:
این واکنش برای سنتز کینین، کلشیسین، ساراین، مورفین، استیگماتلین، یودیستومین، اوسلتامیویر، استریکنین و نوفارامین کاربرد دارد.